# Donja Klezna
Donja Klezna (cyr. Доња Клезна, alb. Këlleznë e Poshtme) – wieś w Czarnogórze, w gminie Ulcinj. W 2011 roku liczyła 126 mieszkańców.